# خامودي
خامودي (بالإنجليزية: Khamudi)‏ ، هو الملك الأخير من ملوك الأسرة الخامسة عشر ، الذي واجه الملك أحمس الأول القادم من جنوب مصر وعاصمتها طيبة في السنة العاشرة من حكمه وهزمه أحمس الأول في السنة السادسة عشر. مما وضح أنه حكم في الفترة (1540 ق.م. - 1534 ق.م.) وفي تسلسل زمني آخر في الفترة (1560 ق.م.- 1554 ق.م.) كان الهكسوس هم غزاة أجانب حكموا مصر لأجيال متعاقبة قبل أن يهزمهم حاكم طيبة أحمس الأول.